# Постцентральна звивина

Постцентральна звивина (анімація)

Постцентральна звивина - помітна структура в тім'яній частці людського мозку. У ній розташована первинна соматосенсорна кора, основна ділянка, в якій відбувається процес сприйняття тактильної чутливості. Як й інші сенсорні зони, має власну карту чуттєвого простору, т. зв. сенсорний гомункулус.
Первинна соматосенсорна кора була спочатку визначена за допомогою досліджень поверхневої стимуляції кори головного мозку Вайлдером Пенфілдом, а також паралельних досліджень поверхневого потенціалу Барда, Вулсі, і Маршалла (англ. Bard, Woolsey, and Marshall). Хоча спочатку вважалося, що постцентральній звивині приблизно відповідають поля Бродмана 3, 1 і 2, більш недавня робота Каас(Kaas) проказала, що тільки зона 3 може бути віднесена до первинної соматосенсорной кори, бо вона отримує більшу частину таламокортикальних волокон із сенсорною вхідною інформацією.
У первинній соматосенсорной корі тактильні представництва впорядковано розташовані в перевернутому вигляді з носка (у верхній частині півкулі головного мозку) до рота (знизу). Однак, деякі частини тіла можуть контролюватися областями кори, які частково перекриваються. Кожна півкуля головного мозку в первинній соматосенсорной корі містить тактильні уявлення тільки протилежної (контралатеральної) сторони тіла. Розміри площ у первинній соматосенсорній корі, що відповідають певним частинам тіла не пропорційні абсолютним величинам на поверхні тіла, але адекватні відносній щільності шкірних тактильних рецепторів в цій ділянці. З цієї причини, людські губи і руки мають більше представництво, ніж інші частини тіла.

## Структура
Бічна постцентральна звивина межує з:
- поздовжньою щілиною медіально
- центральною борозною рострально
- постцентральною борозною каудально
- латеральною борозною знизу

### Поля Бродмана 3, 1 і 2
Поля Бродмана 3, 1 і 2 складають основу соматосенсорної кори головного мозку (або С1). Корбініан Бродман, вивчаючи гістологічну будову кори, зрізи препаратів кори мозку трохи косо, і першим помітив поле 1; однак, якщо рухатися спереду дозаду, поля Бродмана слід позначати 3, 1, і 2, відповідно.
Поле Бродмана 3 (ПБ3) поділяється на зони 3а та 3б. ПБ 1 займає вершину постцентральної звивини, ростральний кордон ПБ-3а знаходиться в нижній частині Центральної борозни, і каудальніше до нього примикає 3б. Далі ПБ-1, разом із ПБ 2 йдуть разом і закінчуються в нижній частині постцентральної борозни. Поле Бродмана 3б в даний час розглядається як первинна соматосенсорна кора, тому що 1) воно отримує потужну імпульсацію від таламічних ядер (лат. nuclei pulvinares) ; 2) його нейрони сильно реагують на соматосенсорні, але ігнорують інші подразники; 3) пошкодження цієї ділянки погіршують соматичну сенсорику; і 4) електрична стимуляція цієї ділянки викликає соматичні відчуття. Поле 3а також отримує потужну вхідну імпульсацію від таламуса; однак, відповідає за пропріоцепцію (глибоку чутливість).
Поля 1 і 2 отримують потужну імпульсацію з поля 3б. Проєкційні волокна від 3б до 1 передусім несуть інформацію про текстуру поверхні (наприклдад, при розрізненні предметів на дотик); проєкція поля 3б на поле 2 несе інформацію про розмір і форму предметів на дотик. Ураження, що захоплюють ці поля, викликають, відповідно, передбачувані дисфункції в розрізненні текстури поверхні, розміру й форми предметів.
Соматосенсорная кора, як і інші ділянки неокортексу, має поділ на шари. Як і решта сенсорної кори (наприклад, зорової, слухової) отримує вхідну імпульсацію з таламуса на шар IV, який, у свою чергу, передає її на інші шари. 
Ця ділянка кори, як показали Уайлдер Пенфілд та інші, організована соматотопічно, утворюючи щось на зразок гомункула (див. серед додаткових зображень). Тобто, ноги і тулуб розташований по середній лінії; руки розташовані уздовж середньої зони; і обличчя в нижній частині малюнку. 

## Клінічне значення
Ураження первинної соматосенсорної кори продукують характерні симптоми, в тому числі: аграфестезію, астереогнозію, гемігіпестезію, а також втрати вібраційної чутливості, пропріоцепції (глибокої чутливості) й тонкого шкірного відчуття (через те, що третій нейрон з lemniscus medialis не може приєднатися через синапс до кори). Ураження первинної соматосенсорної кори може також викликати гемінеглект (англ. hemineglect — ігнорування половини тіла) при ураженні недоминантної півкулі. А в результаті руйнування полів 3, 1 і 2  виникає контралатеральна гемігіпестезія й астереогноз.
Ураження первинної соматосенсорної кори можуть також призвести до зменшення відчуття т. зв. ноціцептивного болю, температурної чутливості, недиференційованої тактильної чутливості, але, оскільки інформація зі спіноталамічного шляху інтерпретується, в основному, іншими областями мозку (див. кора і поясна звивина), ця симптоматика не така актуальна.

## См. також
- Поля Бродмана
- Звивина
- Соматосенсорна система

## Додаткові зображення

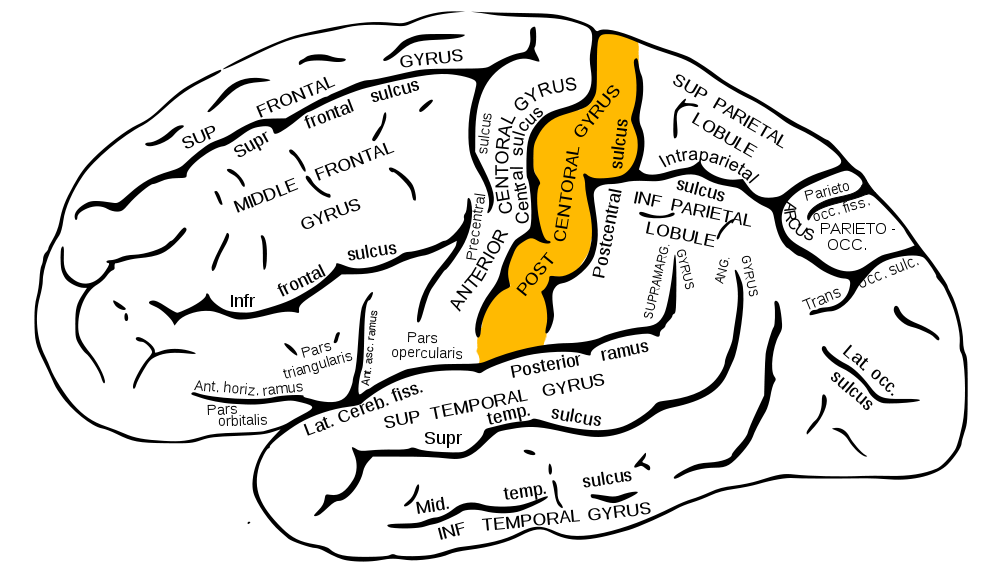
Латеральна поверхня лівої півкулі головного мозку, при погляді збоку.
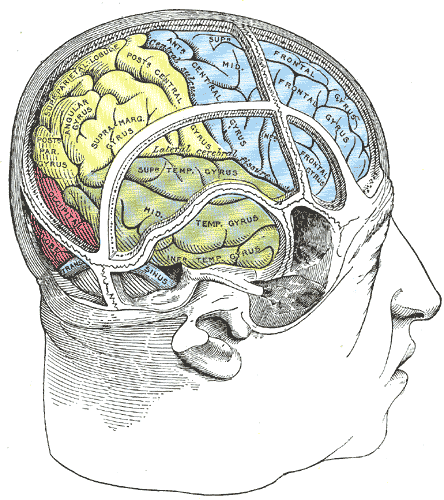
Малюнок ілюструє співвідношення мозку й черепа.
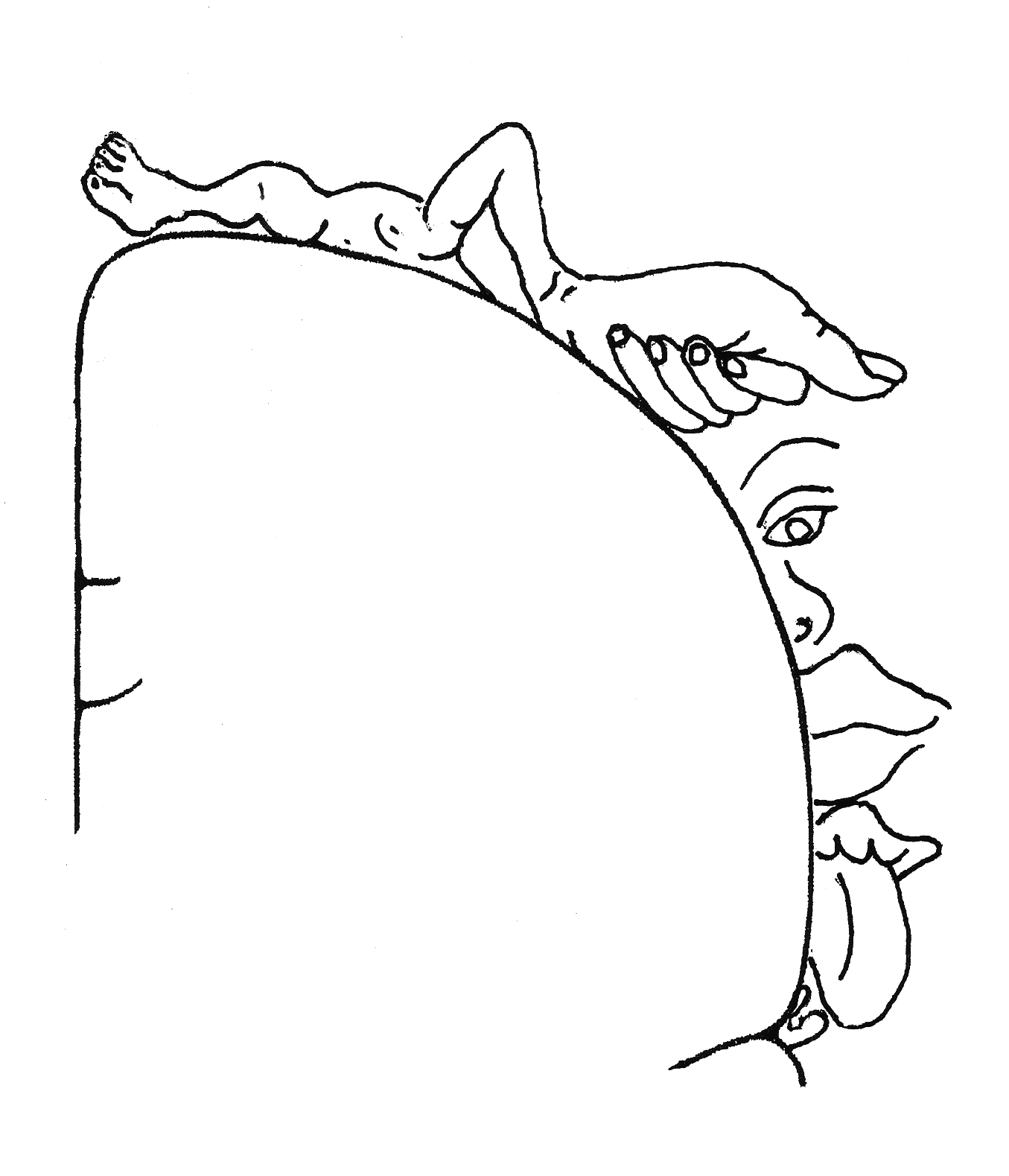
Сенсорний гомункулус людського мозку.
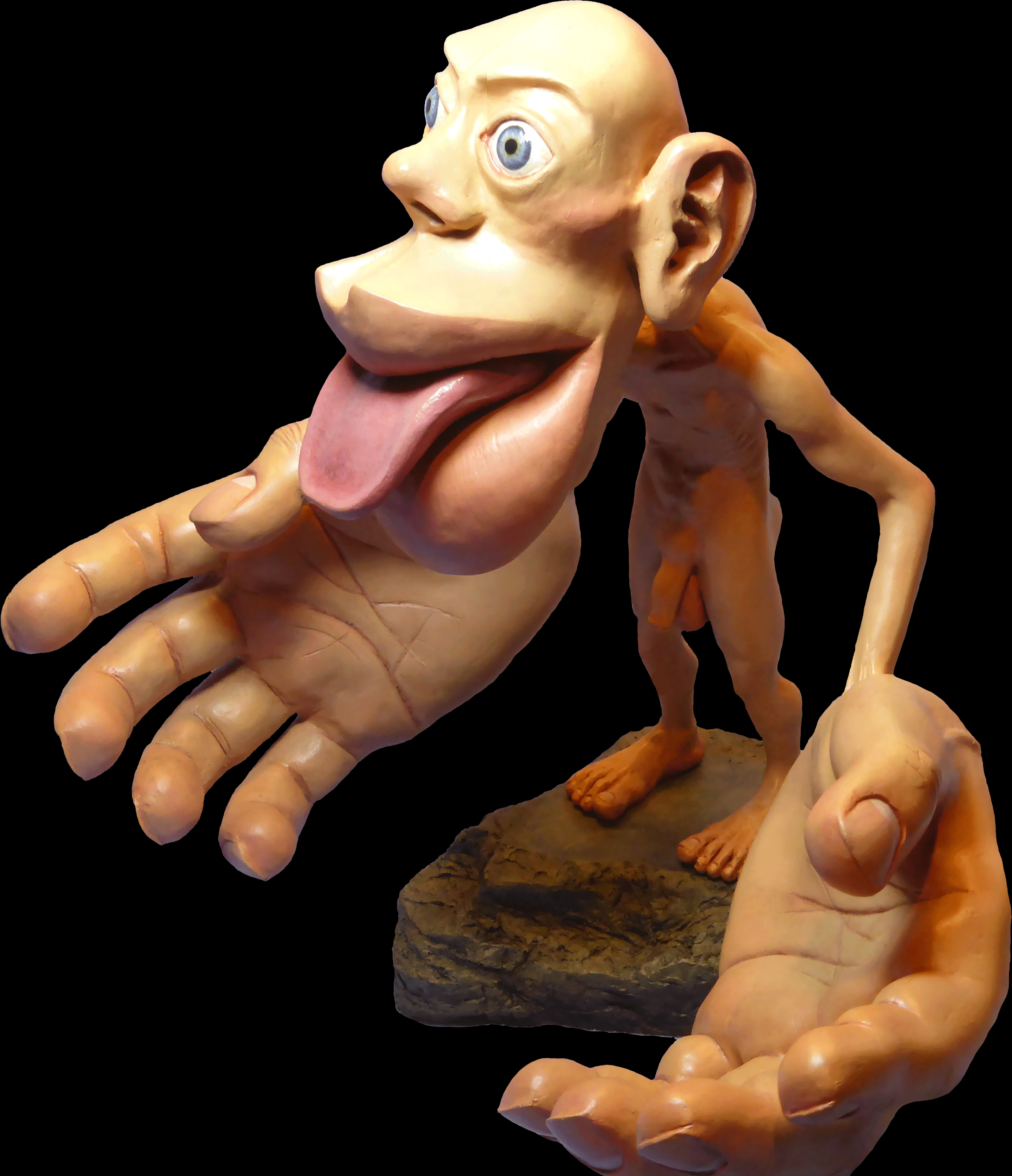
"Розвіртуалізація" сенсорного гомункулуса. Наглядно показує представництва окремих частин тіла
Вид людського мозку, основні звивини з написом.
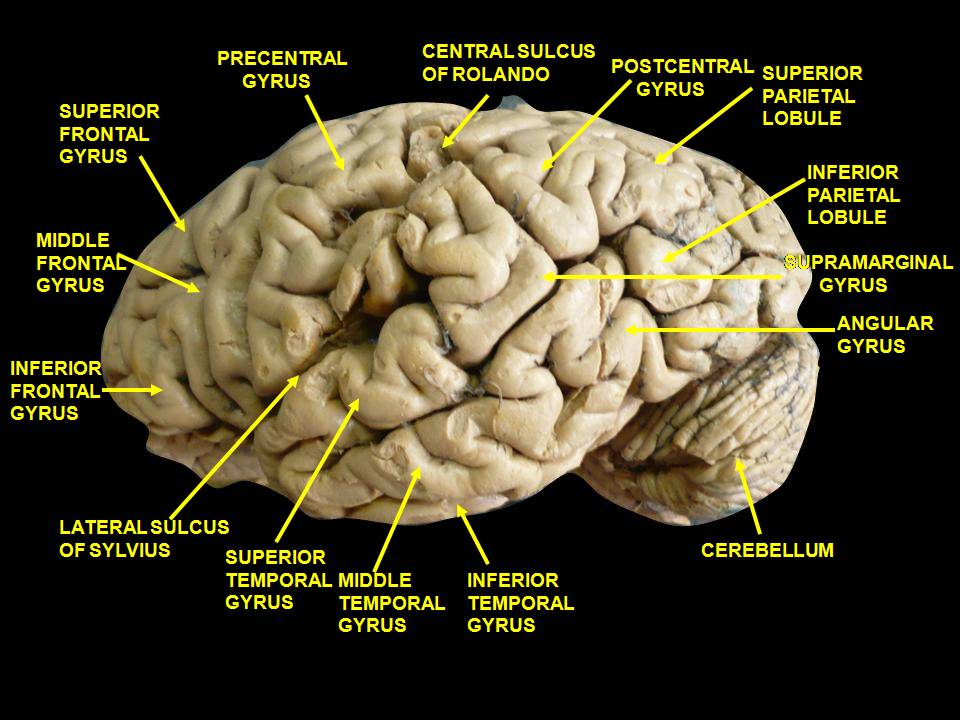
Бічний вигляд мозку.Глибокий розтин.
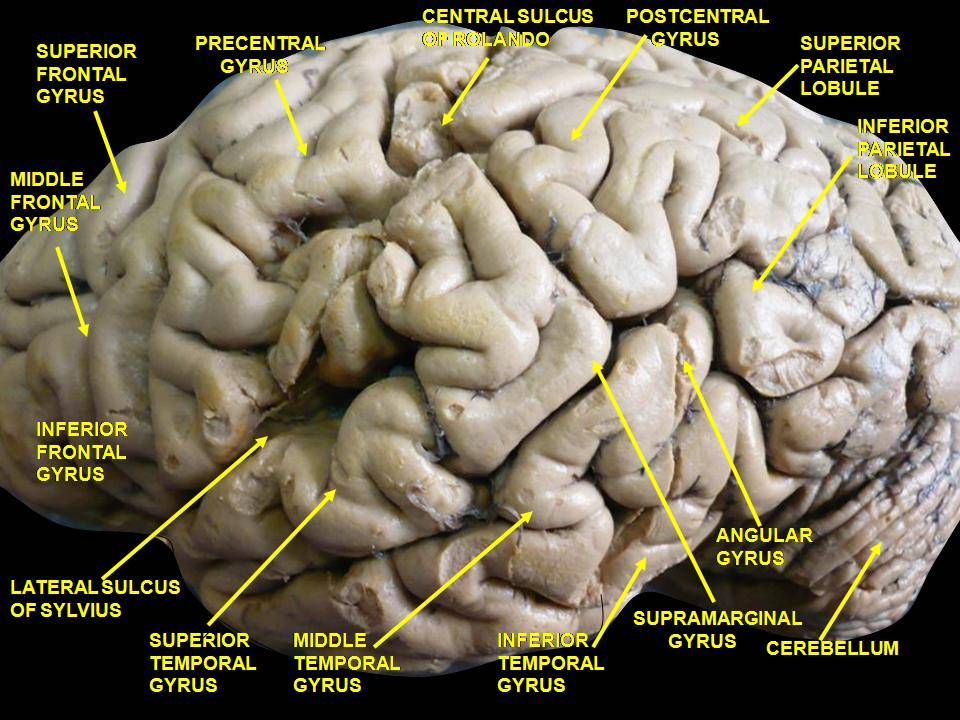
Бічний вигляд мозку.Глибокий розтин.
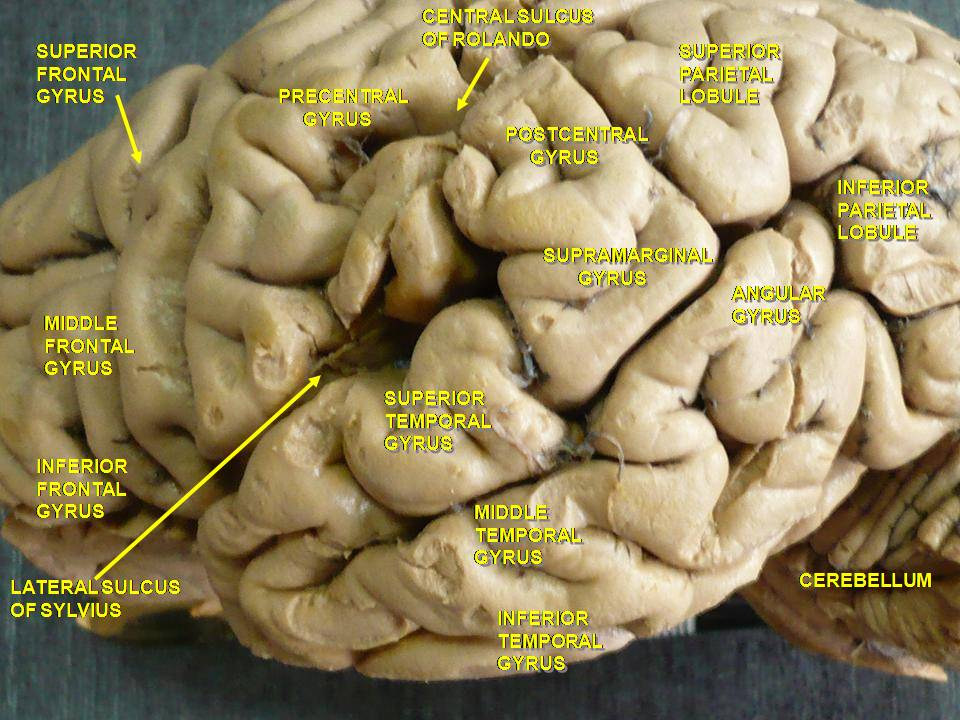
Бічний вигляд мозку.Глибокий розтин.
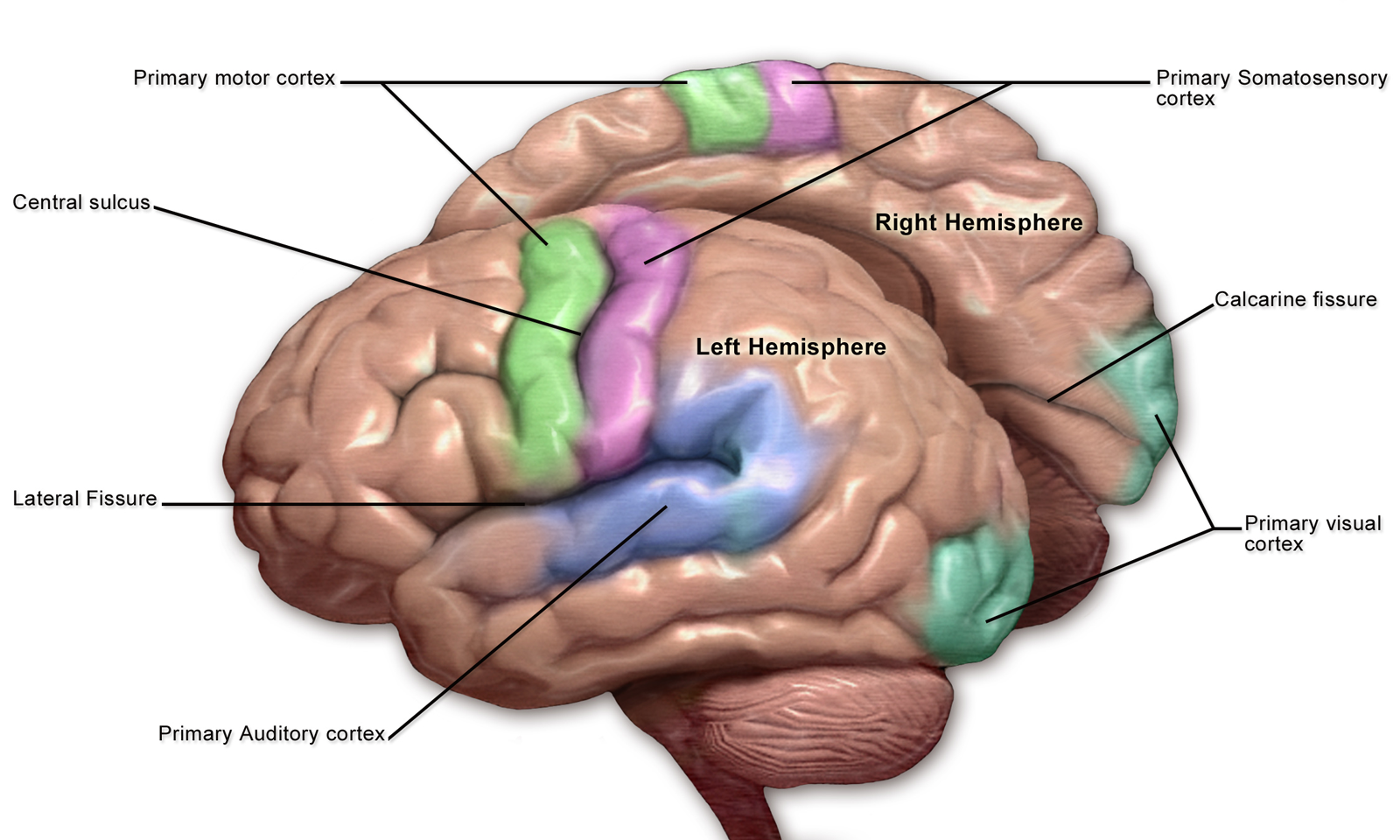
Основні ділянки кори, первинна соматосенсорна кора позначена фіолетовим